# Сражение при Оннекуре
Сражение при Оннекуре — одна из ключевых битв франко-испанской войны, произошедшая 26 мая 1642 года близ населённого пункта Оннекур-сюр-Эско (фр. Honnecourt-sur-Escaut) и закончившаяся победой испанцев.

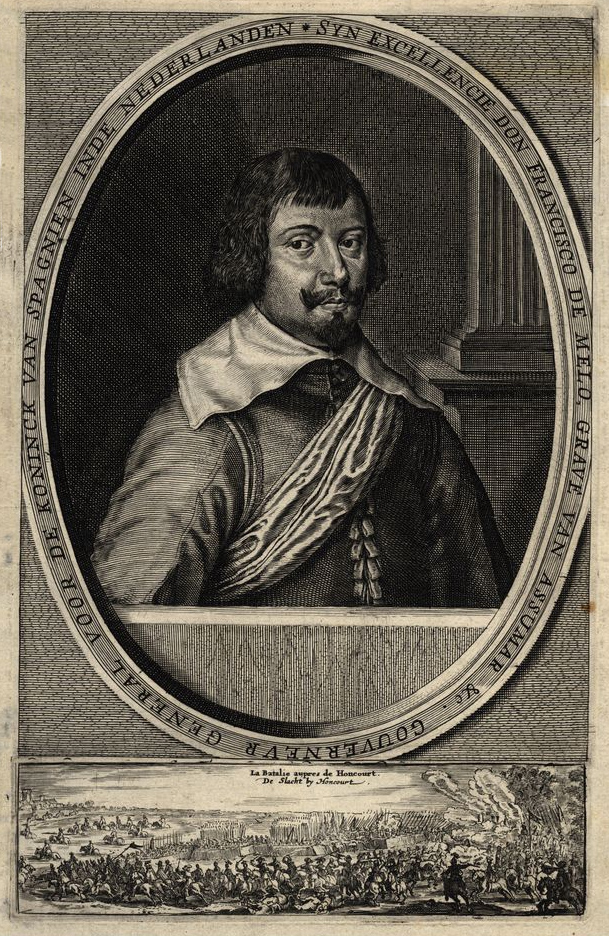
Франсиско де Мело

В ходе франко-испанской войны, после взятия французами крепости Ла-Басе, главнокомандующий испанской армией в Нидерландах дон Франсиско де Мело, решил атаковать французские войска маршала Антуана III де Грамона, занимавшие укреплённую позицию близ Оннекура.
26 мая испанские войска подошли тремя колоннами к Оннекуру, имея конницу на флангах и пехоту в центре. Генерал Бек, которому испанский главнокомандующий поручил ведение атаки, решил прорвать центр неприятельского расположения, для чего направил конницу правого крыла в не занятый французской армией промежуток между городом и укреплениями. Но французская пехота дважды отбила атаки превосходящих сил испанцев.
Тогда Бек двинул в атаку 4 тысячи пехотинцев, но они также были отбиты. Испанцам удалось овладеть позицией лишь после того, как в бой были введены конница левого крыла и вся резервная пехота; расстроенные упорным боем, испанцы вынуждены были отказаться от преследования противника, отступавшего в беспорядке.
Французы потеряли все знамёна, всю артиллерию, 3700 человек убитыми и 3400 были пленены. Потери испанцев составили около 500 человек.